# Leucania lithargyrea
Leucania lithargyrea là một loài bướm đêm trong họ Noctuidae.